# Nigridiaspis armigera
Nigridiaspis armigera är en insektsart som beskrevs av Ferris 1941. Nigridiaspis armigera ingår i släktet Nigridiaspis och familjen pansarsköldlöss.
Artens utbredningsområde är Panama. Inga underarter finns listade i Catalogue of Life.